# Wuyi-Gebirge
Das Wuyi-Gebirge (chinesisch 武夷山, Pinyin Wǔyí Shān) liegt im Verwaltungsgebiet der bezirksfreien Stadt Nanping im äußersten Nordwesten der chinesischen Provinz Fujian an der Grenze zur Nachbarprovinz Jiangxi.
Es erstreckt sich über 500 Kilometer mit Höhen zwischen 1000 und 1500 m. Sein höchster Gipfel, der Huanggang-Berg, ist mit 2158 m die höchste Erhebung in Fujian. Das Gebiet gehört seit 1999 zum UNESCO-Weltnaturerbe.
Der Name des Gebirges geht auf eine Legende zurück. Während der Shang-Dynastie lebte im heutigen Jiangsu ein Nachkomme des Gelben Kaisers namens Qian Keng. Als in Zentralchina Unruhen ausbrachen flohen seine beiden Söhne Wu (武 = „Krieg“) und Yi (夷 = „Barbar“) in die Bergwelt Fujians.
Man kann in einem Boot den Fluss der neun Windungen entlangfahren, der sich in einer 7 Kilometer langen Schlucht durch das Gebirge schlängelt und so die Landschaft mit ihren 36 Felssäulen auf dem Wasserwege kennenlernen.
Berühmt sind die reiche Fauna und Flora des Wuyi-Gebirges, sein Tee – eine besondere Sorte des Oolong-Tees – und die vielen Heilkräuter. In den immergrünen Laub- und Nadelbaumwäldern finden sich 700 Jahre alte Ginkgobäume, über 140 Vogelarten, sowie Reptilien und Amphibien. Mehr als 50 Schlangenarten, darunter viele Giftschlangen, sind hier zu finden.
Die Wuyi-Berge sind auch eine sprachliche Grenze zu der Nordchinesisch sprechenden Nachbarprovinz Jiangxi. In Fujian werden Min-Dialekte gesprochenen.